# ملعب مييسكي (بوزنان)

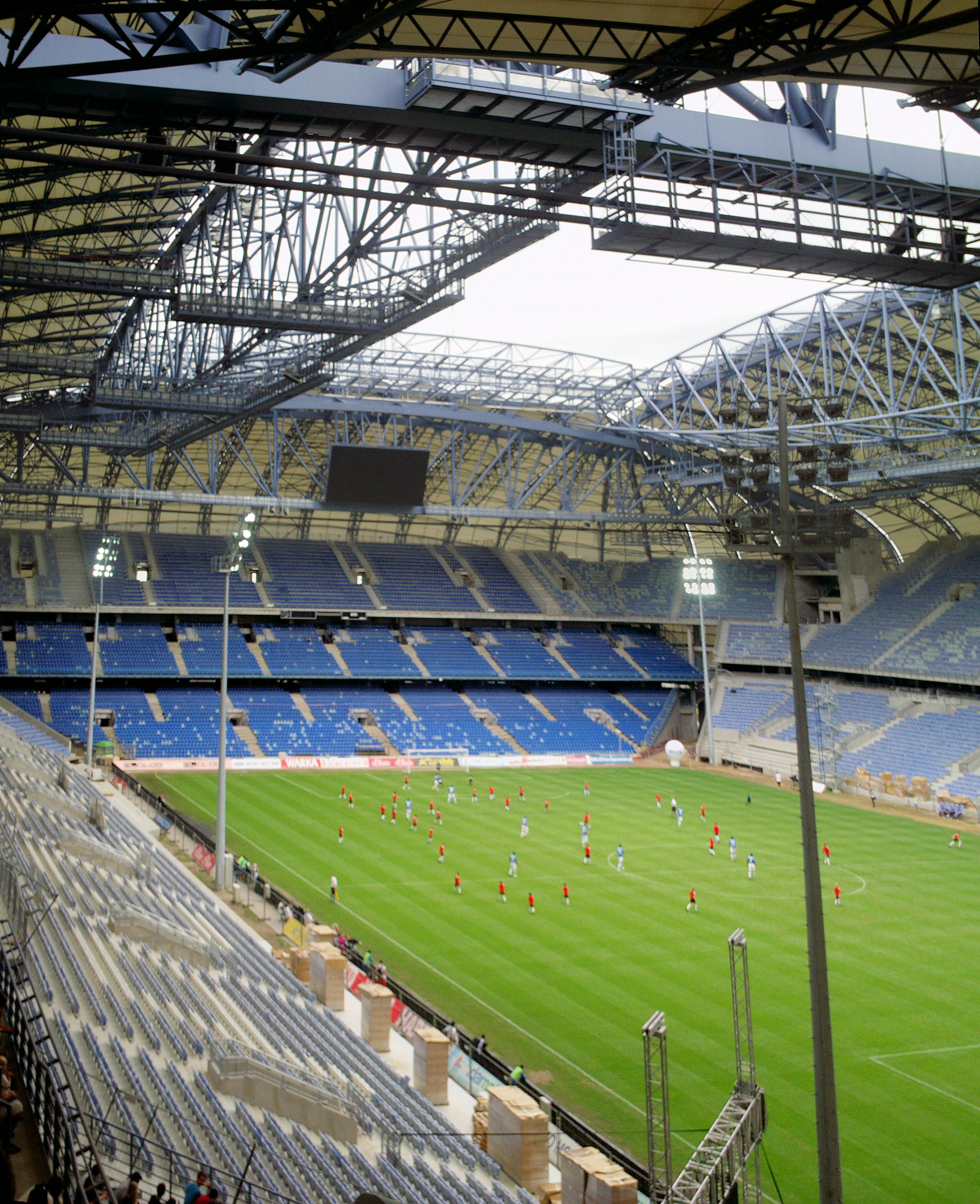

الملعب البلدي في بوزنان (بالبولندية: Stadion Miejski)، تسمى أحياناً ملعب شارع بووغارسكا أو ملعب إينيا لأسباب الرعاية، هو ملعب كرة قدم يقع في بوزنان، بولندا. يعتبر الملعب البيتي لفريقي ليخ بوزنان ووارتا بوزنان وكان أحد ملاعب بطولة أمم أوروبا لكرة القدم 2012. لديه سعة لاستيعاب 43,269 متفرج. بني الملعب بالأصل بين 1968 و1980. تم تجديد الملعب بين عامي 2003 و2010.

## روابط خارجية
- الموقع الرسمي لتحضيرات مدينة بوزنان (بالبولندية)
- الموقع الرسمي لنادي ليخ بوزنان